# Andrea Arru

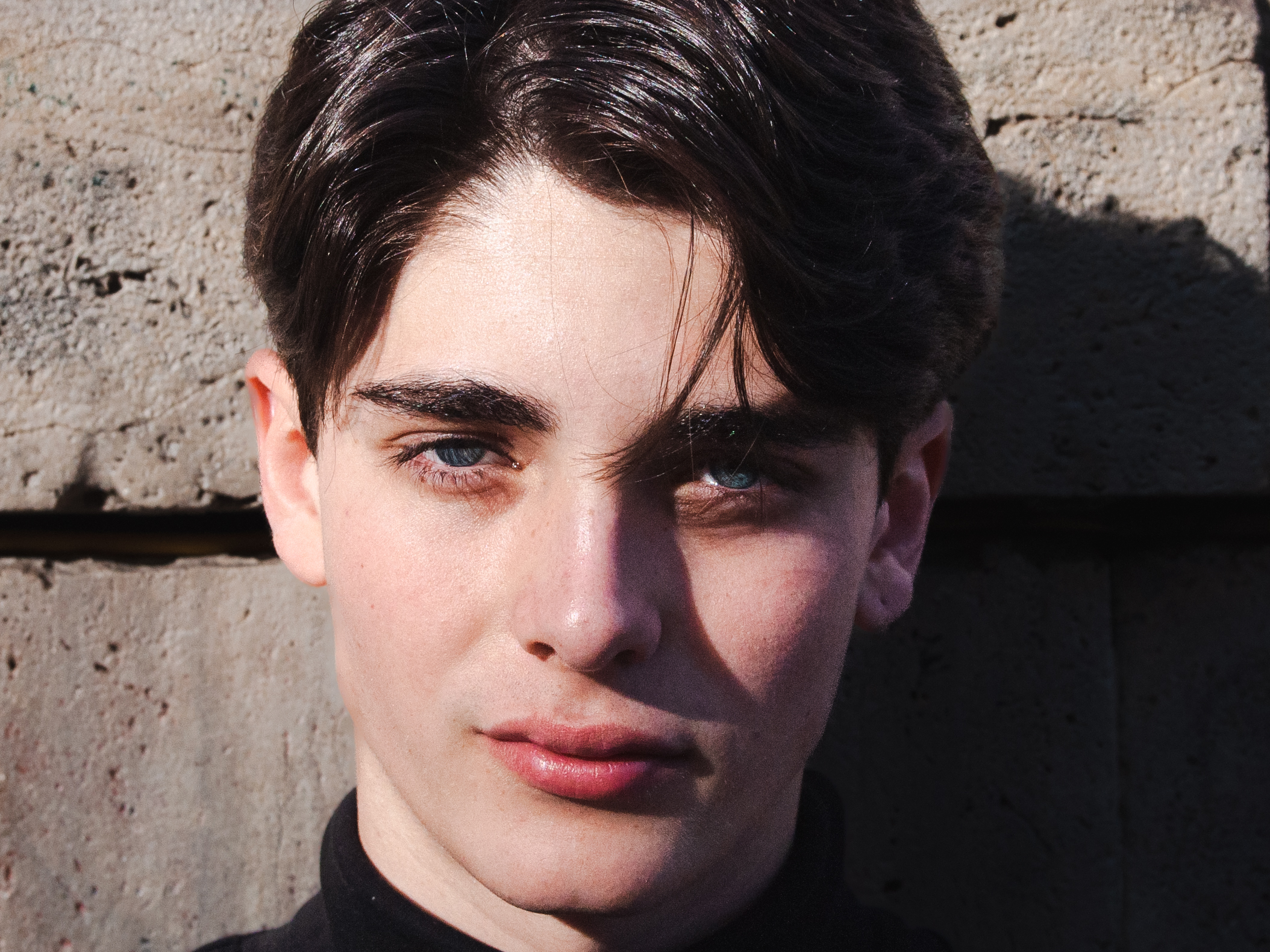
Andrea Arru, 2023

Andrea Arru (* 18. August 2007 in Ploaghe) ist ein italienischer Schauspieler und Model.

## Biografie
Arru wuchs in Ploaghe auf. Seine Großmutter stammt aus Palermo. Als Kind war er Model für Ferrè und Armani. Sein Debüt gab er 2020 in dem Kurzfilm Lo scarabocchio. Anschließend war er in dem Film Calibro 9 zu sehen.
Unter anderem trat er in der Serie Buongiorno, mamma! auf. Außerdem wurde er 2021 für die Serie Storia di una famiglia perbene gecastet. Danach setzte er 2022 seine Karriere in That Dirty Black Bag fort. Seit 2022 spielt er in DI4RIES die Hauptrolle.
Arru erhielt den Young Actor Award beim Maratea Film Festival 2022 und einen Sonderpreis beim Rimini Rec Film Festival 2023.

## Filmografie
Filme
- 2020: Lo scarabocchio
- 2020: Resurrection – The Last Chapter
- 2020: Glassboy
- 2020: Calibro 9
- 2023: Diabolik chi sei?
- 2023: Eravamo bambini
- 2024: The Boy with Pink Pants

Serien
- 2020: Buongiorno, mamma!
- 2021: Storia di una famiglia perbene
- 2022: That Dirty Black Bag
- seit 2022: DI4RIES